# Nahomi
Nahomi est une série de bande dessinée créée en 1980 par Crisse et Bom pour le Journal de Tintin, et publiée ensuite au Lombard à partir de 1985. Cette série pour jeunes présente l'histoire d'une princesse japonaise rencontrant un univers merveilleux.

## Trame
Nahomi est une princesse japonaise, fille du seigneur de l'île de Morodor. Solitaire, sans amis, elle s'ennuie jusqu'au jour où elle reçoit en cadeau un sac de noisettes magiques.
Elle demande à une des noisettes magiques de lui procurer un ami : alors surgit Ly Fô, une belle licorne blanche, qui emmène la jeune princesse dans un univers merveilleux au cours de fabuleux périples. Elle découvre ainsi le pays du roi Panda, et le royaume des sirènes.
Nahomi rencontre aussi des magiciens, qui lui permettent de sauver l'île de Morodor de ses envahisseurs.

## Historique de la série
Les histoires de Nahomi, dessinées par Crisse sur des scénarios par Michel de Bom, paraissent dans le journal de Tintin à partir de 1980. La plupart des épisodes paraissent dans l'hebdomadaire, quelques-uns paraissent dans les hors-série Super Tintin. 
La série est publiée en albums par les éditions du Lombard à partir de 1985.

## Jugements sur la série
Pour Henri Filippini, cette série est pleine de charme. Elle mêle l'aventure, l'histoire et la féérie.
Crisse offre des dessins vivants, colorés et drôles. Les scénarios de Bom enchantent les jeunes lecteurs du journal Tintin.
Un universitaire relève dans Nahomi une « curieuse adaptation de la légende » de Tristan et Yseut, « insérée sous forme de représentation théâtrale », avec par exception japonaise l'héroïne en cheveux noirs au lieu des cheveux blonds de la légende ; pour cet auteur, Nahomi est une « série pour enfants » présentant un « Japon fantaisiste ».

## Albums
1. Les Noisettes magiques, Le Lombard, 1985, 30 planches  (ISBN 2-8036-0537-6).
2. La Poudre d'oubli, Le Lombard, 1986, 31 planches  (ISBN 2-8036-0558-9).
3. La Chanson de Galadrielle, Le Lombard, 1987, 30 planches  (ISBN 2-8036-0619-4).

L'ensemble est paru en intégrale au Lombard en 2009, en un volume comportant aussi l'épisode inachevé Les 7 Boules noires, ainsi que quatre histoires courtes parues dans Tintin.